# Kherdi
Kherdi is een census town in het district Ratnagiri van de Indiase staat Maharashtra. 

## Demografie
Volgens de Indiase volkstelling van 2001 wonen er 10703 mensen in Kherdi, waarvan 53% mannelijk en 47% vrouwelijk is. De plaats heeft een alfabetiseringsgraad van 75%. 